# Ferrovia Ponte Leccia-Calvi
La ferrovia Ponte Leccia–Calvi (in francese: Ligne de Ponte Leccia-Calvi, in corso: Linia di Ponte Leccia-Calvi) è una linea ferroviaria a scartamento metrico e a binario semplice, collegante Ponte Leccia a Calvi in Corsica.
La linea è di proprietà della Collectivité Territoriale de la Corse (CTC) ed è esercita dalle Chemins de fer de la Corse.

## Storia
Le prime testimonianze di una linea ferroviaria che unisse Calvi a Ponte Leccia, nel contesto di una rete dell'isola di Corsica, risalgono alla decisione del Ministero dei Lavori Pubblici francese del 1877. In tale documento si prescriveva l'adozione dello scartamento metrico e di una pendenza massima del 25 per mille.
La linea fu in seguito inserita nel Piano Freycinet, approvato con legge nel 1879.
Per essere costruita, si necessitava della dichiarazione di pubblica utilità e di un progetto. Nel novembre 1881, presso il parlamento furono depositati due tracciati, entrambi aventi in comune il tronco tra Palasca e Ponte Leccia. Il primo intendeva raggiungere Calvi seguendo il tracciato della Route Nationale 197 (RN-197), passando quindi per Belgodere e Aregno. Si tralasciava Isola Rossa, ma nello stesso tempo si lasciava la possibilità che la località turistica fosse unita alla ferrovia da un nuovo raccordo proveniente da Palasca. Il secondo progetto, invece prevedeva di dirigersi verso Isola Rossa, passando comunque per Belgodere, e di proseguire verso Calvi affiancando la linea costiera. Quest'ultimo progetto aveva il difetto di collegare meno centri abitati, tuttavia era più corto e meno costoso in sede di costruzione rispetto all'alternativa, per cui fu il prescelto dai tecnici del ministero. Nel corso del 1882 fu ottenuta la dichiarazione di pubblica utilità.
Il 21 febbraio dell'anno seguente, fu siglata una Convenzione fra il Ministero dei Lavori Pubblici francese e la Compagnie de Chemins de Fer Départementaux (CFD) in cui quest'ultima si impegnava a costruire ed esercire la Ponte Leccia – Calvi.
I cantieri furono avviati nel 1886. I lavori del tronco fino a Palasca terminarono già nell'autunno 1888, permettendone l'apertura il 10 gennaio dell'anno successivo. Anche il tronco per Calvi risultò completato nello stesso periodo, tuttavia il crollo di una galleria causata dalla friabilità del terreno circostante, rese necessaria la sua sostituzione con un tunnel più lungo e scavato maggiormente in profondità. In virtù di quest'evento, la linea Palasca – Isola Rossa – Calvi fu aperta all'esercizio solo il 15 novembre 1890.
La ferrovia fu esercita dalla CFD fino al 1945. Riparata dai danni di guerra dalla Ponts et Chaffeux, che la esercì fino al 1965, passò in quell'anno alla Société auxiliaire des exploitations de chemins de fer secondaires (SACFS). Fu questa società che avviò il tramway de la Balagne, istituendo numerose fermate a servizio delle spiagge comprese tra Isola Rossa e Calvi e aumentando le corse fra queste due cittadine durante la stagione estiva.
A seguito del fallimento della SACFS, nel 1972 l'esercizio passò alla Chemins de Fer et Transport Automobile (CFTA), mentre dal 1983 la Société Nationale des Chemins de Fer (SNCF) subentrò nella gestione della linea.
Tra il 2001 e il 2011 la gestione della linea fu affidata alla società statale francese a titolo concessorio. Nel 2002, la Collectivité Territoriale de la Corse (CTC) ha ottenuto la proprietà delle infrastrutture dal demanio francese. Dieci anni dopo l'esercizio passò alla Chemins de fer de la Corse (CFC), società a capitale misto istituita dalla CTC.

## Caratteristiche
La linea è una ferrovia a binario semplice. Lo scartamento adottato è quello ridotto da 1000 mm (metrico).
Priva di elettrificazione, la trazione è di tipo termico.

## Percorso
|  |  | Unknown route-map component "STR+l" | Unknown route-map component "CONTfq" |  |

| Station on track |

|  | Unknown route-map component "CONTgq" | Unknown route-map component "ABZgr" |  |  |

| Unknown route-map component "HSTeBHF" |

| Stop on track |

| Station on track |

| Stop on track |

| Unknown route-map component "HSTeBHF" |

| Stop on track |

| Unknown route-map component "HSTeBHF" |

| Stop on track |

| Station on track |

| Stop on track |

| Stop on track |

| Stop on track |

| Station on track |

| Stop on track |

| Stop on track |

| Stop on track |

| Stop on track |

| Stop on track |

| Station on track |

| Unknown route-map component "eHST" |

| Stop on track |

| Stop on track |

| Stop on track |

| Stop on track |

| End station |

Dalla stazione di Ponte Leccia, posta ad un'altitudine di 195 metri, la linea si dirige verso nord-nord-ovest salendo la valle del Tartagine e del suo affluente Lagani. Il percorso è molto sinuoso e affianca per un certo tratto la vecchia strada nazionale 197 (RN-197).
Dopo circa venti chilometri, la linea raggiunge i 500 metri d'altitudine, avendo affrontato una pendenza media del 15 per mille. Passa quindi in galleria lo spartiacque tra il bacino del Golo e quello dell'Ostriconi e giunge a Novella.
Tra Novella e Belgodere la ferrovia ha ancora un andamento sinuoso. Dopo una sezione in discesa, attraversa il vallone del fiume Regino e aggira la collina di Monticello per arrivare alla linea di costa, a circa tre chilometri a ovest di Isola Rossa. Da questo punto, la linea si sviluppa in direzione sud-ovest affiancando la costa della Balagne; l'unica eccezione a questo andamento è la punta di Spano, che viene tagliata dalla ferrovia. La vicinanza della costa ha motivato la decisione di creare le tredici fermate a servizio delle spiagge aperte al turismo tra Isola Rossa e Calvi.
Il percorso si conclude con un largo giro lungo il golfo di Calvi prima di arrivare alla stazione terminale della linea.

## Traffico

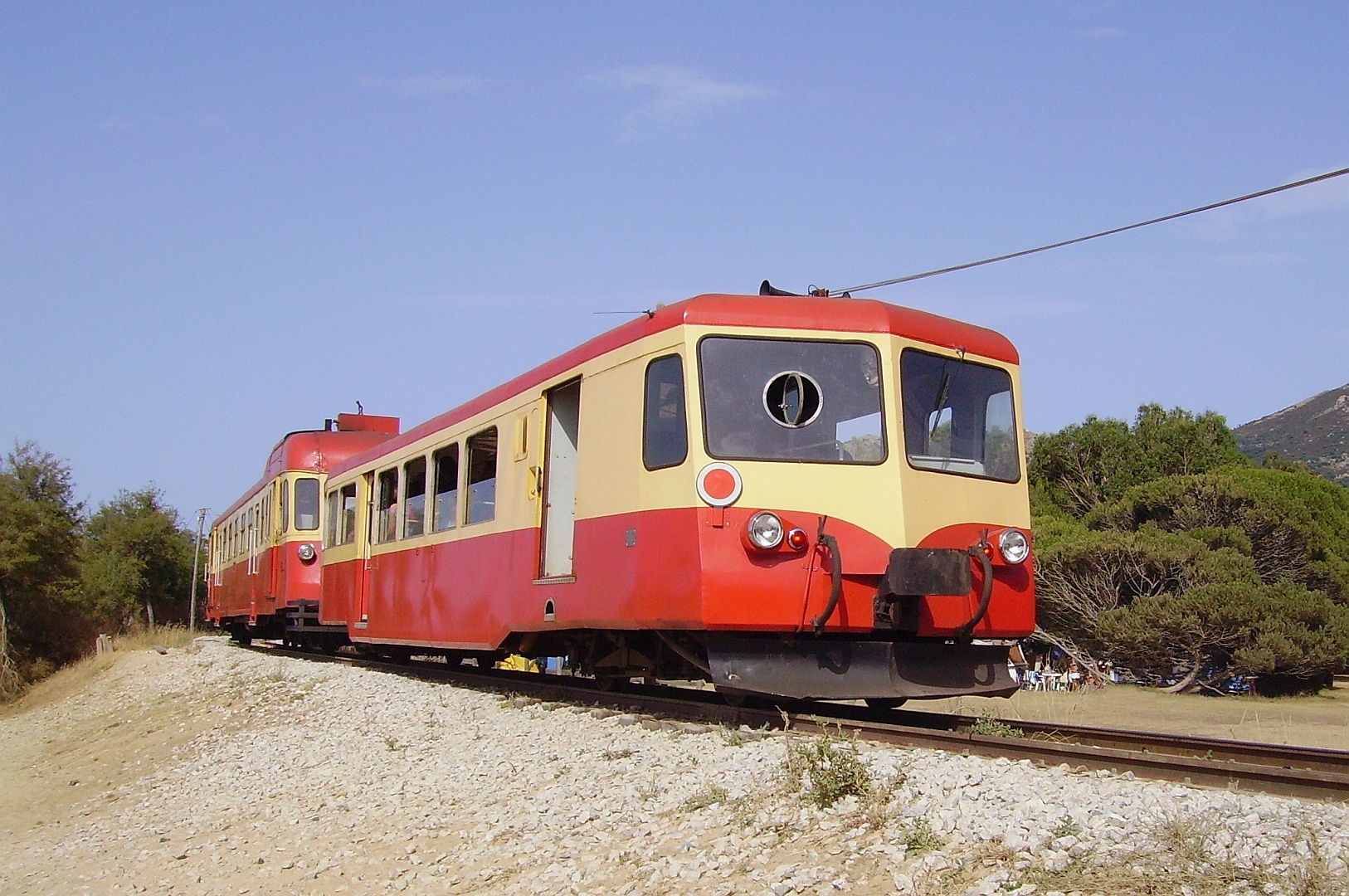
Una rimorchiata Billard al traino di un'automotrice Renault durante un passaggio presso la spiaggia di Aregno

Il servizio denominato tramway de la Balagne opera solamente durante la stagione estiva fra la stazione di Calvi e quella di Isola Rossa. Per il suo espletamento venivano impiegate le automotrici Renault X-200 ABH8, costruite nel 1949, accoppiate a delle rimorchiate ottenute dalla demotorizzazione di vecchie automotrici Billard.
Durante l'orario invernale, il servizio fra Ponte Leccia e Calvi è coperto da una coppia di corse alla quale si aggiunge una coppia sulla direttrice Bastia–Calvi.